# تعويضات سنية
التعويضات السنية هي تعويض الأسنان المفقودة والأنسجة المحيطة بالأسنان بمواد اصطناعية.
والتعويضات على نوعين، التعويضات السينة هي القسم العملي والصناعي من المعالجة الطبية لفقد سن في فم المريض وقوم على قسم يممه طبيب الاسنان على فم المريض وآخر يقوم بع في الاسنان بعناية فائقة ودقة.

## الاستعاضات السنية Prosthodontics
الاستعاضات السنية، الفرع من تخصص طب الأسنان الذي يتعامل مع البدلات السنية. أحد تخصصات طب الأسنان التسعة المعترف بها من قبل جمعية الأسنان الأمريكية (ADA)، المعهد الملكي الكندي لأطباء الأسنان، والمعهد الملكي الأسترالي لجراحي الأسنان. وعرفته جمعية الأسنان الأمريكية على أنه «فرع من تخصص الأسنان المختص بتشخيص، ووضع خطة علاجية، وتعويض المفقود والحفاظ على وظائف الفم، وراحة ومظهر وصحة المريض وما يصاحبها جراء فقدان أو خلل في الأسنان والأنسجة المرتبطة بها باستخدام بدائل موافقة للحياة biocompatible .»

## أنواعها
التعويض نوعان:
1. التعويض الثابت يثبت من قبل الطبيب باستخدام مادة السيمنت
2. التعويض المتحرك يمكن إزالته عندما يرغب المريض
3. وهو نوع جديد يندرج تحت التعويضات الثابت وهو الزرعات.

## الصناعة
تصنع التعويضات المتحركة من مادة الكروم كوبلت ويثبت عليها أسنان من مادة الأكريلك (acrylic) أيضا أو من السيراميك وهي قابلة للإخراج من الفم. ويحتاج صناعة إلى خطوات عيادية ومختبرية تحتاج إلى بعض الوقت قد تصل إلى عدة أسابيع، لذا تصنع تعويضات مؤقتة من مادة الأكريلك لحين اكتمال صناعة التعويض الكامل. وقد يستخدم التعويض المؤقت المصنوع من الأكريلك كتعويض دائمي سيما أنه يحتفظ بخواصه كأداة فعالة في مضغ الطعام لسنوات عديدة. وقد ادخلت تحسينات كبيرة على مادة الأكريلك وابتكرت أنواع عديدة منه جعلت منه أكثر تقبلا من قبل المريض.
- تعويضات ثابتة : وقد تكون على نوعين هما التاج (crown) ويكون لسن واحد فقط والنوع الثاني هو الجسر (bridge) ويكون لعدة أسنان.

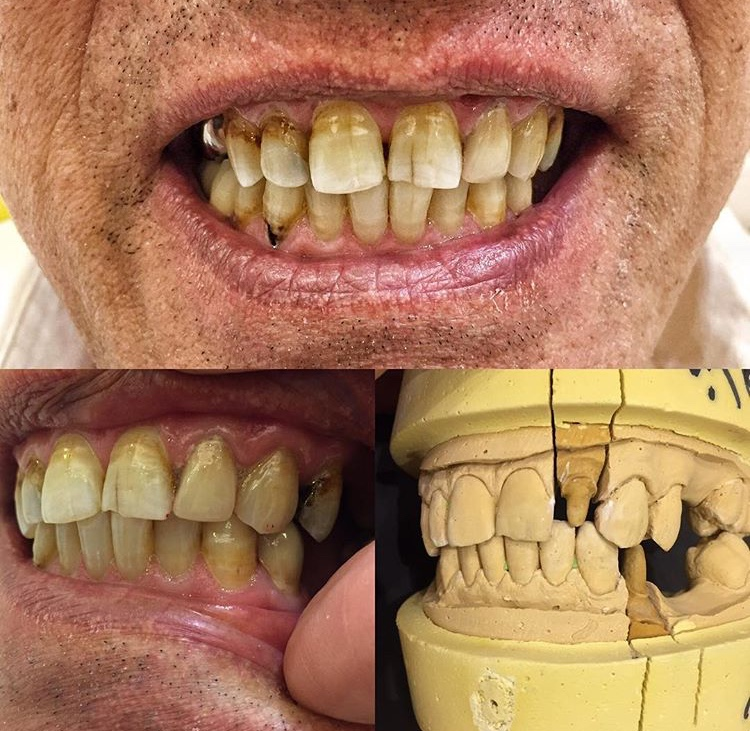
تعويضات سنية ثابتة مصنعة من البورسلين ال (Emax) للناب والضاحك السفلي الثاني

تصنع التعويضات الثابتة من مادة السيراميك.وقد استبدلت مواد صناعة الأسنان القديمة - كالذهب والأكريلك - بمادة السيراميك حيث أنه يمتاز بصلابته وقدرته على الاحتفاظ بلونه فضلا عن كونه يمثل اللون الحقيقي للأسنان. ويحتاج صناعته إلى خطوات عيادية ومختبرية عديدة منها التحضير المسبق للأسنان حيث يحتاج التعويض الثابت إلى سن داعم أو أكثر بخلاف التعويض المتحرك الذي لا يحتاج إلى سن داعم.والتعويض الثابت أكثر كلفة من التعويض المتحرك لكنها أكثر جمالية وأكثر تقبلا من قبل المريض.
ويتكون التعويض الثابت بشكل عام من :
1. الهيكل: حيث يصنع الهيكل من الكروم كوبالت وحديثا أصبح يستخدم معدن الزركونيوم في صناعة هياكل التيجان والجسور والذي يضفي على التعويض جمالية أكبر
2. السيراميك: والتي تصنع عادة بشفافيات مختلفة حسب الطلب
3. الزرعات:

وهي الأفضل لمن فقد العديد من أسنانه أو أن أسنانه ضعيفة غير قادرة على تحمل عوض سني سواء ثابت أو متحرك
هنا يلجأ الطبيب إلي وضع ما يمسى بالمسامير أو المسبار وهو قطعة تسجب المسمار إلي حد ما تغرز بعمل جراحي باشراف الطبيب في العظم السنخي
ولها طرفان طرف يبقى في العظم وطرف يعطى لفني الأسنان ليضعه داخل السن الصناعي وبذلك تعمل على مبدأ القفل والمفتاح حيث القفل هو المسبار والمفتاح هو القطعة التي تعطى لفني الأسنان وبذلك يعطي انطباق أفضل وارتكاز وثبات مضاعفين.
يقوم فني الأسنان بصنع العديد من الأسنان وقد تصل إلى كامل أسنان الفم حيث يحتاج كل فك في تلك الحالة 4 أو 3 غرزات في كل فك ليعطي توازن أثناء المضغ.
ويجب أن تكون القوى العامودية على نقطة من نقاط السن محصلتها 0 أي يجب أن يكون موازي للغرزات أو المسامير بدون أي فروق ملحوظة.
تم إضافة بدائل للسيراميك في طب الأسنان الحديث، تعطي جمالية أكبر وانطباق أفضل مع السن (الزيركون - إنسيرام).

## التدريب
بحسب الكلية الأمريكية لتقنّي الاستعاضات السنية، فإن تقنّي الاستعاضات السنية هو طبيب الأسنان الذي:
1. المتخصص بالحشوات والاستعاضات السنية التجميلية
2. يتلقى من ثلاث إلى أربع سنوات إضافية تدريبية بعد دراسة طب الأسنان
3. إعادة إصلاح المظهر والوظيفة السنية المثلى. وضع الخطة العلاجية لزرعات الأسنان، وعلاج اعتلالات المفصل الصدغي الفكي (TMJ)، واستعادة الإطباق بواسطة الاستعاضة كل ذلك يقع ضمن حقل الاستعاضات السنية.

### أستراليا
البرنامج الأستراليّ المعتمد لدى جمعية الأسنان الأسترالية (ADC) المتمثل بثلاث سنوات دراسية تتوج بأحد الشهادات كدرجة الماجستير (MDS)، أو درجة الماجستير في علم الأسنان (MDSc)، أو درجة دكتور في طب الأسنان السريري (DClinDent)، ثم يمكن الحصول على منحة دراسية من المعهد الملكي الأسترالي لجراحي الأسنان، FRACDS (Pros).

### كندا
البرنامج الكنديّ المعتمد لدى جمعية الأسنان الكنديّة (CDAC) المتمثل بثلاث سنوات دراسية على الأقل تتوج عادة بشهادة درجة الماجستير .(MSc or MDent) وعندها يصبح الخريج مؤهل للحصول على امتحانات المنح الدراسية لدى المعهد الملكي الكنديّ لأطباء الأسنان (FRCD (C)).
يمكن التقدم لاختصاص الاستعاضات السنية في الجامعات الكندية مثل جامعة تورونتو وجامعة كولومبيا البريطانية.

### الولايات المتحدة الأمريكية
الكلية الأمريكية لتخصص الاستعاضات السنية ACP) ) تضمن الحفاظ على المعايير في هذا الحقل. لتصبح مختص استعاضات سنية يلزم ثلاث سنوات اختصاص تدريبية بعد التخرج. يتضمن تدريب سريري صارم ومحاضرات تدريسية في العلوم الأساسية، ومساق التشريح الوصفي للرأس والرقبة، والعلوم الطبية البيولوجية، وعلوم المواد البيولوجية، وظائف الإطباق، المفصل الصدغيّ الفكيّ، التخطيط للعلاج وعلاج حالات إعادة بناء الفم كاملاً، والتجميل. وبسبب هذا التدريب الشامل فإن أخصائي الاستعاضات السنية يقوم بعلاج الحالات الخطرة المعقدة، وإعادة ترميم الفم كاملاً، والمشاكل التي لها علاقة بالمفصل الفكيّ، الاضطرابات الخِلْقِيّة، انْقِطاعُ النفس النومي من خلال صناعة استعاضات مختلفة. يوجد في الولايات المتحدة 3.200 مختص استعاضات سنية مقابل 170.000 طبيب أسنان عام. ويصنف أخصائي الاستعاضات السنية بالمركز السادس أو السابع من بين الأمريكيين الأكثر تنافساَ والوظيفة الأعلى دخلاَ حسب تصنيف فوربس Forbes.
شهادة الزمالة تمنح من قبل الجمعية الأمريكية للاستعاضات السنية ABP)) والتي تتطلب اجتياز الجزء 1 من الفحص المكتوب والجزء 2،3،4 الفحص الشفوي. يمكن اجتياز الفحص المكتوب وفحص شفوي واحد خلال السنة الدراسية الثالثة، ويؤجل الفحصان المتبقيان بعد الانتهاء من مرحلة الاختصاص. استحقاق شهادة الزمالة يبدأ عندما تقرّ (ABP) ذلك وتستمر لمدة ست سنوات. الأطباء الموثقون لدى (ABP) يتطلب أن يقتصر تدريبهم على مَبْحَثُ الاستعاضات السِّنِّيَّة. زمالة الكلية الأمريكية للاستعاضات السنية (FACP) تتطلب الحصول على شهادة جامعية في طب الأسنان، وإنهاء ثلاث سنوات تدريب اختصاص الاستعاضات السنية، وتوثيق الزمالة لدى (ABP).
بحسب ADA، فإن التخصصات المعترف بها ضمن هذه الفئة التي تتلقى علماً متطوراً ومهارات أساسية للمحافظة على أو ترميم صحة الفم (وفق أسس أخلاقية وودستور إداري محترف). على الرغم من ذلك لا يمكن لكل الفئات أن تلبي متطلبات الاعتراف بالتخصص. الاعتراف بهذه المهنة، وتشجيع المساهمات قد تلبي مساعيهم.
ADA لا تعترف بطب الأسنان التجميلي على أنه تخصص. وأن تخصص الاستعاضات السنية هو التخصص الأسناني الوحيد الذي يقع ضمن نطاقه طب الأسنان التجميلي. طب الأسنان العام قد يؤدي بعض الإجراءات التجميلية. بالتالي، هناك تساؤلات حول إذا ما كان أخلاقياً القيام بعلاج الحالات التجميلية المعقدة أو حالات ترميم الفم كاملاً، من قبل طبيب الأسنان العام، وهم ليسوا مؤهلين للقيام بتلبية حاجات المريض المعقدة. وبالمثل، فإنه لا يوجد تخصص زراعة الأسنان معترف به من قبل الجمعية الأمريكية لأطباء الأسنان ADA.

## مبحث الاستعاضة الفَكِّيَّةٌ العُلْوِيَّة الوَجْهِيَّة Maxillofacial Prosthodontics
وهو عبارة عن تخصص ما بعد sub-specialtyتخصص البدلات السنية. وهو التخصص الوحيد في هذا المجال المعترف به من قبل ADA. وبالتالي فإن أخصائيي الاستعاضة الفَكِّيَّةٌ العُلْوِيَّة الوَجْهِيَّة ينهون تخصص الاستعاضة السنية أولاً ومن ثم يحصلون على منحة دراسية في مجال لمدة سنة واحدة حصرياً من أجل دراسة مبحث الاستعاضة الفَكِّيَّةٌ العُلْوِيَّة الوَجْهِيَّة والتي تضم جراحة الفم وبالإضافة إلى البدلات السنية . والفئة المستهدفة للعلاج في هذا المجال هي المرضى الذين يعانون من عيوب خلقية أو في منطقة الفك العلوي والوجه والرقبة، أو نتيجة سرطان، عملية جراحية، صدمة. سدادة الفك العلوي Maxillary obturators، والبدلات المساعدة في النطق (سدادة البلعوم والحنك الرخو) speech-aid prosthesisو عمليات الاستئصال الجزئي للفك السفلي والتي تعد من أكثر البدلات التي يتم علاجها وتصنيعها من قبل أخصائيي هذا المجال. وهناك أيضا مجالات أخرى لاستخدام البدلات مثل العين الاصطناعية، الأنف والوجه والتي يتم صناعتها بالتعاون مع أخصائيي الاستعاضات الفكية العلوية الوجهية anaplastologist.
بعض الحالات العلاجية تكون متراكبة، تحتاج أخصائيي الاستعاضات الفكية العلوية الوجهية، جراحي الرأس والرقبة، أطباء أنف وأذن وحنجرة، أخصائيي علم الأورام، ومعالجي النطق، ومعالج مهني، معالج فيزيائي، آخرون من فريق الرعاية الصحية.
وجراء التدريب الشامل في إعادة بناء الاستعاضات، والمعرفة الواسعة، والقدرة على علاج الكثير من أنواع الحالات المعقدة، فإن أخصائيي استعاضات فكية علوية وجهية يلقبون ب الأطباء "bullet-proof".

## حالات مرضية
- Bisphosphonate«دواء» المصحوب بنخر عظمي في منطقة الفك.
- اصطكاك الأسنان أثناء النوم Bruxism.
- أذى إطباقيّ.
- اعتلالات المفصل الصدغيّ الفكيّ.
- فقدان الأسنانEdentulis.

## أساليب العلاج
- مشبكه أكير Akers' clasp
- حشوة الفضة
- الجسور
- علاقة مركزية Centric relation
- تاج
- القشور الخزفية
- إطالة التاج
- نِسْبَةُ التَّاجِ للجَذْر
- منحنى سبيي Spee
- جراحة الأسنان
- أطقم الأسنان
- استعاضات ثابتة
- الحشوات المصبوبة and onlay Inlay
- الاستعاضات الجزئية النزوعة